# Андрій Загоровський
Андрій Загоровський (пом. 1652) — війт Луцька.

## Життєпис

### Молоді роки
Походив з впливового волинського шляхетського роду Загоровських гербу Корчак. Син Олександра Загоровського та Олександри Журавницької. 1605 року стає земським підсудком Волинського воєводства (до 1616 року).
У 1611 році після смерті свого стрийка Марка Журавницького стає його спадкоємцем, зокрема дідичиних (спадкових) прав на луцьке війтівство. Втім ще 10 травня 1611 року Марко Журавницький продав права на війтівство батькові Андрія. Втім за наполяганням матері останнього Олександр Загоровський юридично передав війтівство, але залишився його державцем (безпосереднім управителем).
Потім перебував у почті короля Сигізмунда III, отримавши посаду королівського дворянина. У січні 1620 року втратив матір. Наприкінці 1620 або на початку 1621 року помер Олександр Загоровський.

### Конфлікти з магістратом
У 1621 році після смерті батька Андрій Загоровський вступив у фактичне керуванням Луцьким війтівством. При цьому відповідно до батьківського заповіту розділив родинні маєтності з братом Петром. Водночас він відмовився від практики попередника, не виявлено жодних випадків передачі за цей час уряду в держання або оренду, хоча і користувався послугами лентвійтів, та все ж досить часто і сам очолював міський суд.
Його врядування відзначилося частими конфліктами з міською радою, що відбилося у ґродських книгах. 24 жовтня 1624 року бурмистр Нестер Євкович із райцями скаржився на Андрія Загоровського, який «за лентвойта слугу своего неприсяглого, присяжъников албо лавников люди простых не толко права не умеетныхъ албо несведомых, але другихъ и читат не умеетных, а до нихъ Парфена Голузку, чоловека въ юриздицыи местской не оселого, а на тот уряд писарский не присяглого, за писара на депакътацию и вытягане вин неправныхъ з убоженъемъ и знищенемъ мещан и на зънесене прав, привилеюв и волности местских, хотечи мимо уряд рядецкий всем местомъ рядити, подал».
1624—1626 роках жид Юда Леменович орендував прибуткову частину війтівства: «вси провента в месте Луцку до войтовъства луцъкого належачие, вынявши толко суды войтовъские, лазню и два домы Засланского и Омеляновъ, въ которыхъ провентах всих войтовских в записе арендовъном меновите описаных».
У червні 1630 року король Сигізмунд III, реагуючи на скарги міщан про війтівські зловживання та погрози, скерував до старости Єроніма Харленського листа, в якому для нормалізації ситуації у місті наклав між сторонами заруку в сумі 50 000 польських злотих.
8 квітня 1633 року бурмистр Ян Матвійович з райцями скаржився на війта Андрія Загоровського, який, незважаючи на згадану вище королівську заруку, ображає і б'є міщан, зокрема спочатку побив скаржника, а пізніше ще й збройно вночі напав на його будинок. Того ж дня війт через слугу скликав до ратуші райців і лавників, а сам, «местце свое войтовское заседши, зараз словы ущипливыми пана бурмистра и всих панов райцов соромити почалъ». Коли ж старий райця Кирило спробував його вгамувати лагідними словами, то війт і його «такими ж словы золжилъ, мовечи: „милъчъ ты хлопе кобелю, негоднику. Летала твоя борода од пана отца моего, тое ж тебе теперъ и од мене не минет и каждого з васъ кажу з дому обухами водити до себе, бомъ я есте-мъ паномъ вашимъ“. А потомъ всимъ паномъ бурмистрови и райцом, и огулом всему посполъству одповедалъ кобелями, негодниками, злых матокъ сынами называючи, до губы се их порывалъ, обухами всимъ и каждому зособна грозечи. Которые таковые обелги, деспекъта и погрозки протестуючиесе панове бурмистръ и радъци зо всими теръпеливе молчанъемъ знесли». Крім того, міщани заявили, що війт їх судить не у ратуші, а по своїх маєтностях. 15 червня того ж року новий король Владислав IV, замість покарати війта, видав ще один заручний лист на таку ж суму. У травні 1634 року Загоровського побили студенти місцевого єзуїтського колегіуму.
17 вересня 1639 року бурмистр Павло Антонович від імені всього поспільства скаржився на Андрія Загоровського, «ижъ его мл панъ войтъ, не будучи на уряд свой войтовъский присягълымъ», чинить кривди міщанам: забирає міські прибутки, більше 12 років для своїх потреб використовує міську лазню і воскобійню, забрав на ринку кілька плаців і збудував на них будинки, податки з яких бере собі, вимагає від купців вигадане мито. Зафіксували міщани зловживання також у судівництві. У вину війту міщани поставили і те, що він зовсім не обороняв і не підтримував міщанські інтереси, а дуже часто сам ображав і бив міщан, зокрема бурмистрів та райців.

### Власність
Мав значні маєтності в Кременецькому повіті та Луцькому старостві. також володів ятками та будинками на міському ринку. До наших днів зберігся будинок Андрія Загоровського, що знаходиться поблизу Луцького замку. Будинок мав різні назви в залежності від того хто в ньому проживав. Відомі такі назви як палац Юрія Фальчевського (луцького католицького єпископа), дім Пузини (луцького православного єпископа). За переказом на цьому місці колись стояла дерев'яна замкова башта, в якій допитували в'язнів. Споруджуючи свій будинок, Андрій Загоровський прибудував його до частини цегляного муру Окольного замку.

### Меценатство
При цьому був ревним захисником православ'я та борцем проти католизації й впровадження унії. 1617 року разом з волинським підстолієм Криштофом Єловицьким, чашником Лаврентієм Древинським, крем’янецьким підсудоком Григорієм Ушак-Куликовським, луцьким підсудоком Михайлом Гулевич-Восютинським став одним з фундаторів Луцького братства. У 1617-1619 роках разом зіншими засновниками домагався його легалізації королем Сигізмундом III. З 1633 року сприяв розвитку Кременецького Богоявленського братства
Помер у 1652 році. Луцьке війтівство перейшло до його зятя Матвія Рогозинського.

## Родина
Дружина — Феодора з Гулевичів
Діти:
- Ганна
- Катерина, дружина Матвія Рогозинського
- Олександра
- Регіна, дружина Вацлава Домбровського